# Gmina Oriovac
Gmina Oriovac (chorw. Općina Oriovac) – gmina w Chorwacji, w żupanii brodzko-posawskiej.

## Miejscowości i liczba mieszkańców (2011)
- Bečic – 114
- Ciglenik – 159
- Kujnik – 310
- Lužani – 1058
- Malino – 485
- Oriovac – 1841
- Pričac – 103
- Radovanje – 288
- Slavonski Kobaš – 1230
- Živike – 236